# Nakajima G5N
Le Nakajima G5N1 (code allié "Liz") était un bombardier de la Seconde Guerre mondiale réalisé au Japon.

## Origine
Le besoin pour un bombardier à long rayon d'action (6500 km) est émis en 1938 par le service aérien de la Marine impériale japonaise (l'armée et la marine japonaises possédant, à l'époque, chacun une branche aérienne, en concurrence). L'industrie japonaise n'ayant pas à l'époque d'expérience dans la conception de grands quadrimoteurs, il est décidé d'utiliser un avion existant étranger comme base. Pour cela, le prototype du Douglas DC-4E est racheté au constructeur américain. Le DC-4E est un avion de ligne long courrier pressurisé, abandonné faute de clients. Officiellement, l'avion est acheté pour la compagnie aérienne impériale japonaise et perdu, peu après sa livraison, dans un accident en baie de Tokyo. En réalité, il est transféré à Nakajima qui le démantèle et le copie en grande partie (en particulier pour la voilure) afin de concevoir le G5N.

## Echec du programme
Lors des essai en vol en milieu de l'année 1941. l'avion affiche des performances en-deça des prévisions, que ce soit en matière de vitesse ou d'autonomie. Ses moteurs Nakajima Mamoru (en) manquent de fiabilité, et l'avion, à l'instar du DC-4 E d'origine, a une maintenance très complexe. La production de série du bombardier n'est jamais lancée. Quatre des six prototypes sont convertis en avion de transports. Les Américains, lorsqu'ils repèrent ce type d'avion de transport, lui attribuent le code Liz, et, ironiquement, estiment que cet avion de transport pourrait être modifié pour donner naissance à un bombardier. L'origine de l'appareil, et la parenté avec le DC-4E, ne sont connus qu'après la guerre,.

### Développement lié
- Douglas DC-4E

### Aéronefs comparables
- Boeing B-17 Flying Fortress
- Consolidated B-24 Liberator
- Avro Lancaster
- Handley Page Halifax
- Heinkel He 274
- Heinkel He 277
- Focke-Wulf Fw 200 Condor
- Piaggio P.108